# Осове (Семенівський район)
Осове  — колишнє село в Україні, у Семенівському районі Чернігівської області. Підпорядковувалось Костобобрівській сільській раді.
31 липня 1997 року Чернігівська обласна рада зняла село з обліку.